# Symphypleona

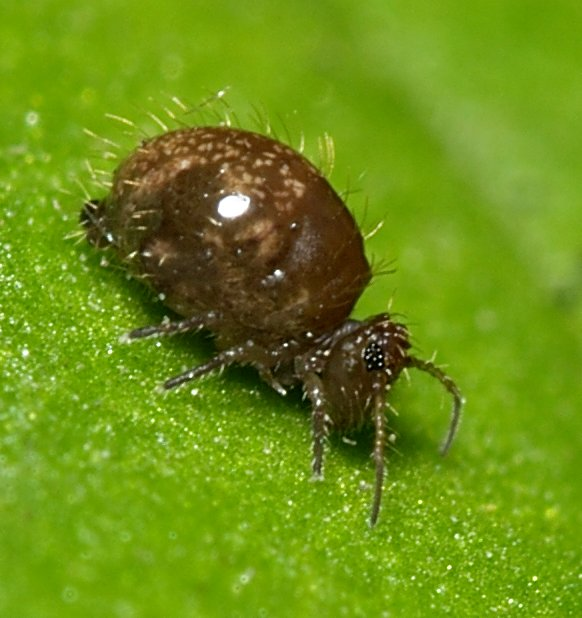
Allacma fusca (Sminthuridae), Alemania

Los simfipleones (Symphypleona) son un orden de colémbolos. En general miden más de 0,7 mm. Se caracterizan por poseer un abdomen globoso, debido a que los cuatro primeros segmentos abdominales están fusionados, siendo el cuerpo subglobular no alargado y deprimido lateralmente. La cabeza está claramente definida y es hipognata, las antenas pueden ser largas o cortas. Algunas especies son consideradas plagas en los cultivos.
Hay alrededor de 1,200 especies en 113 géneros en 10 familias.

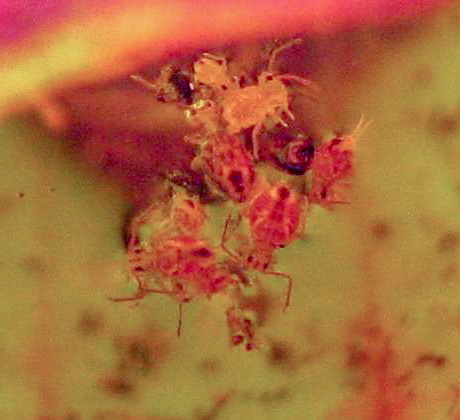
Dicyrtomina minuta atrapadas en una planta carnívora (Sarracenia)

## Taxonomía
El orden Symphypleona incluye 5 superfamilias y 10 familias
Superfamilia Sminthurididoidea
- Familia Mackenziellidae
- Familia Sminthurididae

Superfamilia Katiannoidea
- Familia Katiannidae
- Familia Spinothecidae
- Familia Arrhopalitidae
- Familia Collophoridae

Superfamilia Sturmioidea
- Familia Sturmiidae

Superfamilia Sminthuroidea
- Familia Sminthuridae
- Familia Bourletiellidae

Superfamilia Dicyrtomoidea
- Familia Dicyrtomidae